# Station Lillois
Station Lillois is een spoorwegstation langs spoorlijn 124 (Brussel - Charleroi) in Lillois-Witterzée, een deelgemeente van de Waals-Brabantse gemeente Eigenbrakel. Het is nu een stopplaats.

## Treindienst
| Serie | Treinsoort             | Route | Bijzonderheden |
| ----- | ---------------------- | --- | --- |
| S 1   | S-trein Brussel (NMBS) | Charleroi-Centraal – /Nijvel – Lillois – Brussel-Zuid – Mechelen – Antwerpen-Centraal                            | Op zondag een deel Brussel-Noord - Nijvel en een deel Brussel-Zuid - Antwerpen-Centraal. Tijdens de week eerste en laatste ritten van/naar Charleroi-Centraal. |
| S 19  | GEN (NMBS)             | [ Leuven – ] Brussels Airport-Zaventem – Brussel-Luxemburg – Eigenbrakel – Lillois – Nijvel – Charleroi-Centraal | Rijdt in het weekend tussen Leuven en Nijvel. |
| S 9   | GEN (NMBS)             | Landen – Leuven – Brussel-Schuman – Lillois – Nijvel                                                             | Rijdt alleen op werkdagen. |

## Galerij

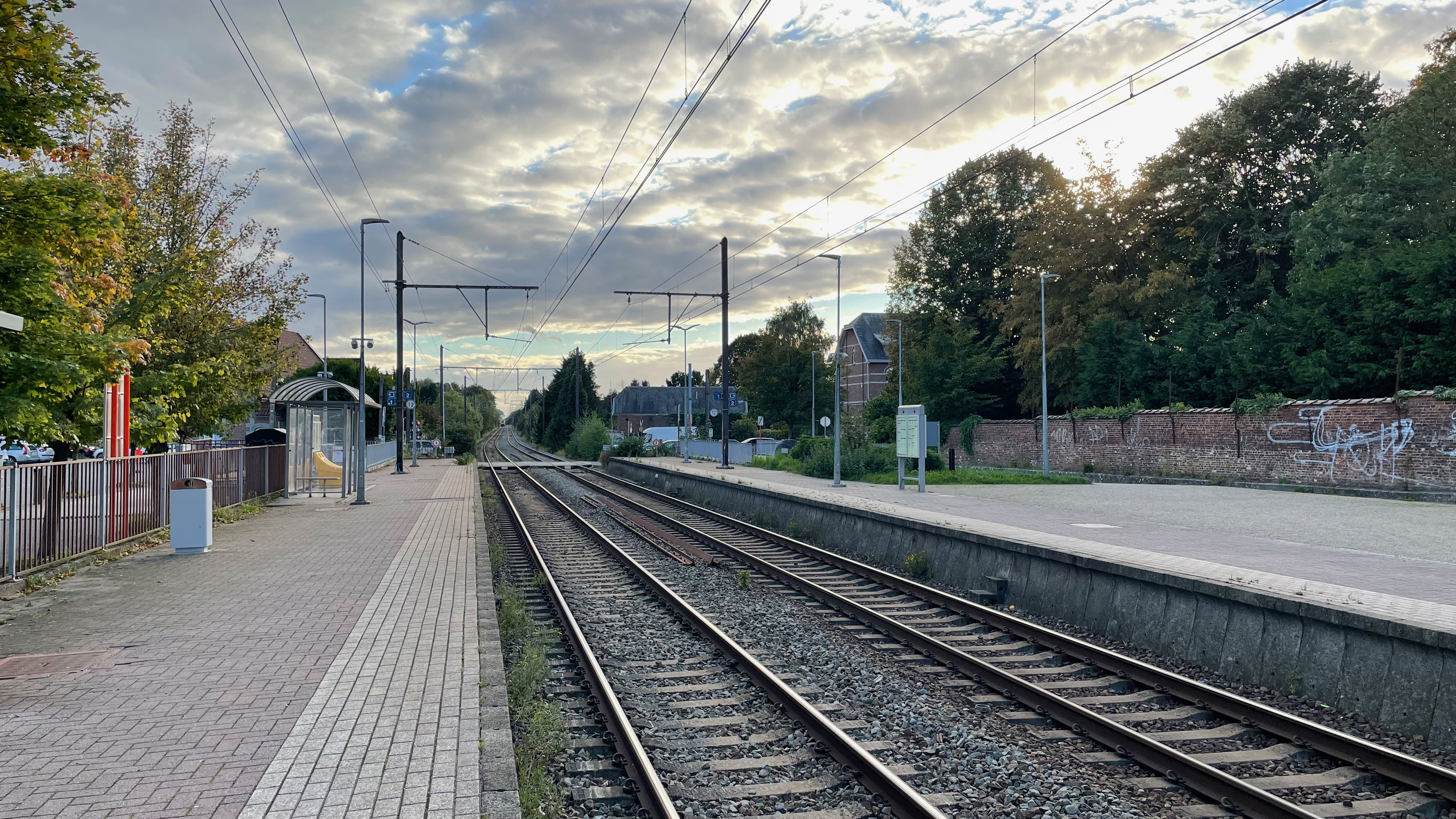
Station Lillois Perron

## Reizigerstellingen
De grafiek en tabel geven het gemiddeld aantal instappende reizigers weer op een week-, zater- en zondag.
| Tabel: aantal instappende reizigers station Lillois | Tabel: aantal instappende reizigers station Lillois | Tabel: aantal instappende reizigers station Lillois | Tabel: aantal instappende reizigers station Lillois |
|                                                     | Weekdag                                             | Zaterdag                                            | Zondag                                              |
| --------------------------------------------------- | --------------------------------------------------- | --------------------------------------------------- | --------------------------------------------------- |
| 1977                                                | 764                                                 | 167                                                 | 93                                                  |
| 1978                                                | 747                                                 | 192                                                 | 94                                                  |
| 1979                                                | 673                                                 | 201                                                 | 121                                                 |
| 1980                                                | 788                                                 | 225                                                 | 80                                                  |
| 1981                                                | 831                                                 | 189                                                 | 116                                                 |
| 1982                                                | 849                                                 | 207                                                 | 119                                                 |
| 1983                                                | 858                                                 | 215                                                 | 70                                                  |
| 1984                                                | 768                                                 | 201                                                 | 79                                                  |
| 1985                                                | 626                                                 | 48                                                  | 90                                                  |
| 1986                                                | 702                                                 | 172                                                 | 93                                                  |
| 1987                                                | 830                                                 | 181                                                 | 104                                                 |
| 1988                                                | 592                                                 | 176                                                 | 81                                                  |
| 1989                                                | 748                                                 | 156                                                 | 56                                                  |
| 1990                                                | 611                                                 | 233                                                 | 78                                                  |
| 1991                                                | 510                                                 | 154                                                 | 66                                                  |
| 1992                                                | 689                                                 | 145                                                 | 76                                                  |
| 1993                                                | 619                                                 | 194                                                 | 70                                                  |
| 1994                                                | 755                                                 | 164                                                 | 71                                                  |
| 1995                                                | 613                                                 | 134                                                 | 49                                                  |
| 1996                                                | 513                                                 | 85                                                  | 42                                                  |
| 1997                                                | 588                                                 | 158                                                 | 69                                                  |
| 1998                                                | 495                                                 | 110                                                 | 64                                                  |
| 1999                                                | 446                                                 | 120                                                 | 58                                                  |
| 2000                                                | 491                                                 | 123                                                 | 58                                                  |
| 2001                                                | 521                                                 | 138                                                 | 55                                                  |
| 2002                                                | 389                                                 | 139                                                 | 48                                                  |
| 2003                                                | 415                                                 | 108                                                 | 94                                                  |
| 2004                                                | 418                                                 | 122                                                 | 88                                                  |
| 2005                                                | 479                                                 | 5                                                   | -                                                   |
| 2006                                                | 475                                                 | 118                                                 | 77                                                  |
| 2007                                                | 540                                                 | 114                                                 | 57                                                  |
| 2008                                                | -                                                   | -                                                   | -                                                   |
| 2009                                                | 434                                                 | 83                                                  | 65                                                  |
| 2010                                                | -                                                   | -                                                   | -                                                   |
| 2011                                                | -                                                   | -                                                   | -                                                   |
| 2012                                                | 462                                                 | 66                                                  | 61                                                  |
| 2013                                                | 430                                                 | 97                                                  | 68                                                  |
| 2014                                                | 466                                                 | 140                                                 | 73                                                  |
| 2015                                                | 636                                                 | 101                                                 | 63                                                  |
| 2016                                                | 493                                                 | 112                                                 | 78                                                  |
| 2017                                                | 612                                                 | 90                                                  | 77                                                  |
| 2018                                                | 569                                                 | 119                                                 | 80                                                  |
| 2019                                                | 615                                                 | 174                                                 | 99                                                  |
| 2020                                                | 413                                                 | 101                                                 | 57                                                  |
| 2021                                                | -                                                   | -                                                   | -                                                   |
| 2022                                                | 751                                                 | 118                                                 | 58                                                  |
| 2023                                                | 684                                                 | 177                                                 | 91                                                  |
| 2024                                                | 565                                                 | 291                                                 | 173                                                 |

0,0: Brussel-Zuid ·
2,1: Vorst-Oost ·
4,0: Ukkel-Stalle ·
5,6: Ukkel-Kalevoet ·
7,8: Linkebeek ·
9,1: Holleken ·
11,4: Sint-Genesius-Rode ·
12,6: De Hoek ·
15,5: Waterloo ·
18,8: Eigenbrakel ·
23,4: Lillois ·
28,1: Baulers ·
29,3: Nijvel ·
33,6: Bois-de-Nivelles ·
37,0: Obaix-Buzet ·
40,9: Luttre ·
43,4: La Chaussée ·
46,5: Courcelles-Motte ·
48,7: Roux ·
49,5: Monceau ·
52,9: Marchienne-au-Pont ·
53,7: Marchienne-Oost ·
55,9: Charleroi-Centraal